# Torrone tenero al cioccolato aquilano
Il torrone tenero al cioccolato aquilano, anche noto come torrone Nurzia, è una particolare varietà di torrone nocciolato, caratterizzato dalla presenza di cacao, miele e vaniglia nell'impasto e da una consistenza molto morbida della pasta.
Nato per intuizione del pasticcere Ulisse Nurzia e prodotto all'Aquila fin dal XIX secolo, è considerato un'eccellenza italiana ed è oggi prodotto esclusivamente nella conca aquilana in differenti varianti e per mano di più industrie dolciarie, ed è incluso nella lista del Ministero delle politiche agricole alimentari e forestali relativa ai prodotti agroalimentari tradizionali abruzzesi.

## Storia
L'invenzione del torrone tenero si attribuisce storicamente ad Ulisse Nurzia che coniugò nella sua ricetta l'esperienza maturata a Parigi e nell'Italia settentrionale con le materie prime presenti nella valle dell'Aterno (nocciole e miele) e quelle commercializzate dalla ditta di famiglia (cacao svizzero).
Nel 1901 il prodotto esordì sul catalogo della pasticceria Fratelli Nurzia con il nome di «torrone vaniglia al cioccolato», al prezzo di 5 lire al chilogrammo, ricevendo uno straordinario successo dovuto anche alla particolare cura dei dépliant di presentazione, commissionati ai tipografi casertani di San Leucio, e del prezioso confezionamento, affidato invece ad artigiani milanesi. Il torrone tenero travalicò così i confini regionali ricevendo numerosi premi nazionali e le lodi di papa Pio X. Nel 1910 Ulisse Nurzia depositò il marchio con il nome di «torrone Nurzia».
Forti del successo ottenuto, i Nurzia tentarono di impiantare la produzione del torrone tenero anche a Milano ottenendo però un risultato deludente, dovuto probabilmente al clima ben più umido di quello aquilano.
Nel secondo dopoguerra, l'attività di Ulisse passò ai figli Tito, Ada e Ines; il primo, insieme ai figli Ulisse e Giovanni, ebbe in eredità il laboratorio e l'antico negozio in piazza del Duomo mentre ad Ada e Ines andò la ricetta originaria e il marchio brevettato. I due rami familiari proseguirono indipendentemente la produzione del torrone morbido — con i nomi, rispettivamente, di Fratelli Nurzia e Sorelle Nurzia, tuttora esistenti — dando inizio alla cosiddetta guerra del Torrone che ebbe anche strascichi giudiziari.
Nel 1974 il torrone delle Sorelle Nurzia venne premiato dall'allora ministro Emilio Colombo in Campidoglio con il prestigioso Mercurio d'Oro.

## Descrizione
Si differenzia vistosamente dal torrone classico (o «di Cremona») per la presenza nell'impasto, oltre ad albume d'uovo, miele e zucchero, anche di cacao e vaniglia; essendo un torrone nocciolato, include anche le nocciole tostate. La caratteristica principale è tuttavia la consistenza molto morbida della pasta, dovuta ad un tempo di cottura più breve di quello classico e ad un ambiente meno umido di quello della valle del Po.
Viene commercializzato principalmente in stecche, con il torrone vero e proprio chiuso da due ostie; il formato standard è la stecca singola da circa 200g mentre il formato doppio è la stecca da 400g, inusuale nell'ambito dei torroni seppur molto comune in Abruzzo.

### Metodologia di lavorazione
Le materie prime utilizzate sono: nocciole, miele, zucchero, cacao, albume d'uovo, ostia, vanillina.
Il processo produttivo prevede che l'impasto sia realizzato inizialmente con il miele ed il bianco d'uovo che vengono fatti cuocere insieme. Si aggiungono di seguito il cacao, lo zucchero e le nocciole tostate. L'impasto, ancora caldo viene posto in teglie di acciaio foderate di ostia e raffreddato per una notte. II giorno seguente viene tagliato in vari formati e quindi confezionato.
In origine, la lavorazione avveniva in una torroniera con vasca in rame; attualmente le torroniere utilizzate dalle industrie aquilane sono in acciaio.